# Coelogyne hirtella
Coelogyne hirtella é uma espécie de orquídea epífita, família Orchidaceae, originária de Borneu.